# Евксеніт-(Y)
Евксені́т — мінерал класу оксидів, джерело отримання ніобію, талію та ін. елементів.

## Історія та етимологія
Евксеніт-(Y) був вперше відкритий Бальтазаром Матіасом Кейлхау в безіменному утворенні пегматиту поблизу Йольстера в норвезькій провінції Согн-ог-Ф'юране і описаний у 1840 році німецьким хіміком, геологом та мінералогом Теодором Шеерером (1813—1875). Назву дано від грец. εύξεινος — "гостинний", у зв'язку з безліччю рідкісних елементів, що входять до його складу.
У 1987 році Міжнародна мінералогічна асоціація (IMA) змінила назву мінералу на евксеніт-(Y) через домінуючий в ньому ітрій.

## Загальний опис
Складний оксид ітрію, титану, танталу, ніобію координаційної будови.
Склад широко варіює, відповідаючи формулі:
(Y, Ca, Ce, U, Th)(Nb, Ta, Ti)2O6
або узагальненій: АВ2 (О, ОН)6 де А — Y, U, Са, Се, Th, Pb, Fe2+, Mg, Mn; B — Nb, Ti, Та, рідше Fe3+, Sn.
У групі А переважають рідкісні землі ітрієвої групи (18,5-35,5 %), а серед них ітрій. У групі В переважає ніобій.
Мінерал звичайно частково або повністю метаміктний. Сингонія ромбічна, структурний тип ферсміту. Утворює ізоморфні ряди з полікразом (у групі В переважає Ti), танталевксенітом (в групі В переважає Та) і з ферсмітом (в групі В переважає Nb, а в групі А — Са). Виділяється у вигляді незавершених кристалів стовпчастого і пластинчатого вигляду. Відомі двійники та зростки.
Колір чорний, бурувато-чорний. У тонких уламках просвічує червоно-бурим кольором. Риса жовтувато-бура. Блиск алмазний зі смолистим відливом. Злам раковистий.
Твердість 5-6, густина 4,5-5,9. Е. — акцесорний мінерал лужних гранітоїдів.
Відомий як компонент гранітних пегматитів, уламкових чорних пісків.
Асоціація: альбіт, мікроклін, біотит, мусковіт, ільменіт, монацит, ксенотим, циркон, берил, магнетит, гранат, аланіт, гадолініт, ешиніт-(Y), торит, уранініт, бетафіт, колумбіт.
Поширений по всьому світу. Зустрічається в рідкісноземельних гранітних пегматитах, типова місцевість мінералу — у Йольстері, Сунн-фьорд (Норвегія). При руйнуванні гранітів нагромаджується в розсипах (шт. Айдахо,  Арізона, Вайомінг та Колорадо США). Інші місця включають Уральські гори Росії; район Мінас-Жерайс, Бразилія; район міста і комуни Ампангабе, Мадагаскар; провінція Онтаріо, Канада.
Евксеніт — джерело отримання Nb, Та та ін. елементів.